# Società del Santo Bambino Gesù
La Società del Santo Bambino Gesù (in inglese Society of the Holy Child Jesus) è un istituto religioso femminile di diritto pontificio: le suore di questa congregazione pospongono al loro nome la sigla S.H.C.J.

## Storia

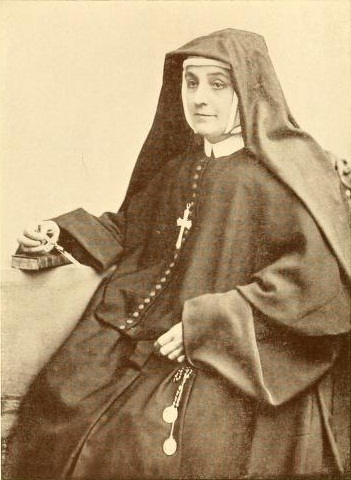
Cornelia Connelly, fondatrice della congregazione

La congregazione venne fondata da Cornelia Connelly (1809-1879). Nata negli Stati Uniti d'America da una famiglia episcopaliana, si convertì al cattolicesimo dopo il matrimonio e, con il consenso del marito (che da ministro del culto protestante volle diventare prete cattolico), decise di abbracciare la vita religiosa nella Società del Sacro Cuore di Gesù: mentre si trovava a Roma per la sua formazione, conobbe il futuro cardinale Nicholas Wiseman, che la invitò a collaborare con lui all'opera per il risveglio cattolico in Inghilterra.
Il 13 ottobre 1846 la Connelly diede inizio a Derby a una nuova congregazione di religiose insegnanti, che venne approvata da Wiseman il 1º giugno 1850.
All'inizio la Connelly incontrò notevoli difficoltà, anche a causa del marito che decise di abbandonare il cattolicesimo: nel 1854 presentò alla Santa Sede la sua bozza di costituzioni, basata sulle regole di Ignazio di Loyola e Francesco di Sales, ma il suo progetto venne respinto soprattutto perché prevedeva l'organizzazione centralizzata dell'istituto; il vescovo di Southwark, James Danell, nel 1874 impose alle religiose una regola redatta da lui, che rimase in vigore fino al 1968.
La congregazione, comunque, conobbe un rapido sviluppo: vennero aperti numerosi orfanotrofi e scuole, sia collegi per ragazze di famiglia agiata che Poor school per ragazze di bassa estrazione sociale, e nel 1856 venne fondato anche il Teacher training college (per la formazione delle insegnanti) di Saint Leonards-on-Sea, presso il quale venne stabilita la sede generalizia dell'istituto. Dall'Inghilterra la congregazione si diffuse anche in Francia (a Toul) e negli Stati Uniti (dal 1861 vennero aperte numerose scuole parrocchiali a Philadelphia). Nel 1930 vennero aperte delle filiali in Nigeria, dove le religiose collaborarono alla fondazione di congregazioni indigene.
La Società del Santo Bambin Gesù ricevette il pontificio decreto di lode dalla congregazione di Propaganda Fide il 7 agosto 1987; le sue costituzioni vennero approvate dalla Santa Sede il 28 luglio 1893.

## Attività e diffusione
Le suore della Società si dedicano a varie attività nell'ambito educativo, pastorale, sociale e spirituale.
Sono presenti in Europa (Francia, Germania, Irlanda, Italia, Regno Unito), nelle Americhe (Cile, Repubblica Dominicana, Stati Uniti d'America) e in Africa (Ciad, Ghana, Kenya, Nigeria); la sede generalizia è in via della Maglianella a Roma.
Al 31 dicembre 2008 la congregazione contava 412 religiose in 73 case.